# Emmanuil Roídis
Emmanuil Roídis o Emmanuel Roídis (en griego Εμμανουήλ Ροΐδης; Ermúpoli, Siros, 28 de junio de 1836–Atenas, 7 de enero de 1904) fue una de las grandes figuras literarias del siglo XIX griego.

## Biografía
Miembro de una familia acomodada, viajó por toda Europa y adquirió una cultura cosmopolita y liberal. Es el típico griego europeizado del siglo XIX, enciclopedista, libre de los prejuicios de su época, amante del progreso al tiempo que conservador. Su singularidad estriba sobre todo en su posición de contestatario inconformista cultural, nihilista y escéptico, muy en la línea de los intelectuales europeos contemporáneos suyos, situados en un permanente estado de refutación y duda, para los que la palabra “escribir” significa “oponerse”. 

## Obra
Roídis es el prosista más importante y original de la lengua griega moderna. Por su aguda capacidad de observación y crítica, resulta un personaje atípico en la Grecia de su tiempo y precisamente por ello consiguió gozar de enorme popularidad. Su obra de más éxito, la que más se tradujo a otras lenguas y más impacto causó fue su primera producción literaria –escrita en 1866, cuando tenía treinta años- La Papisa Juana, un estudio de la Edad Media, en la que basándose en su erudito conocimiento de los textos medievales, narra la supuesta existencia de la mujer Papa que ocupó la silla de San Pedro en Roma en el siglo IX. Por su forma y trama, La Papisa puede ser calificada como una novela histórica, género muy del gusto de la época, pero su sentido último va mucho más allá. En efecto, el demoledor ataque a la Iglesia ortodoxa, columna vertebral de la nueva nación griega, la acerada sátira anticlerical y la mofa de la superstición religiosa concitaron en contra del autor todos los odios del clero ortodoxo y provocaron una fuerte reacción del Sínodo de la Iglesia griega, que excomulgó la obra tachándola de “nociva para el alma y para el cuerpo”. La Papisa fue un revulsivo para la sociedad griega y su difusión por toda Europa alcanzó proporciones desconocidas hasta entonces. El resumen en inglés que hizo de esta obra Lawrence Durrell alcanzó fama mundial. 
Pero Roídis fue también un gran ensayista. En sus artículos periodísticos y ensayos, mediante la ironía y la crítica, demoledora en ocasiones, se propone remover el conformismo y la autocomplacencia de sus compatriotas. Muchas de las admoniciones que realiza sobre cuestiones tan graves como el fanatismo nacionalista o la lacra de la demagogia política resultan, con la perspectiva actual, auténticamente proféticas. 